# Внешняя политика Украины (2010—2014)

## 2010—2013

### Украина — Россия
Избрание в 2010 году президентом Украины Виктора Януковича ознаменовалось заметным улучшением российско-украинских отношений. Это воплотилось, в частности, в Харьковских соглашениях по Черноморскому флоту, росте товарооборота в 2011 году до максимально высокого уровня (50,6 млрд долл.). Интенсивный характер получили контакты на высшем государственном уровне: в 2010 году президенты государств Дмитрий Медведев и Виктор Янукович встречались 10 раз. В мае 2010 года состоялся ряд официальных визитов президента России Дмитрия Медведева на Украину.
Разъясняя содержание нового внешнеполитического курса Украины, закреплённого на уровне государственного закона «Об основах внутренней и внешней политики», принятого Верховной радой Украины 1 июля 2010 года, министр иностранных дел Константин Грищенко характеризовал его как евроинтеграцию и европеизацию параллельно с прагматичным, дружественным сотрудничеством с Россией. При этом, однако, сближение с Россией, по мысли руководителя МИД Украины, могло происходить лишь в той степени, в какой оно не затрагивает суверенитет Украины: без гармонизации отношений с Россией невозможна ни европейская интеграция Украины, ни её европеизация, но идти в будущее Украине и России следует «отдельными путями», поскольку Украине тесно «в шаблоне „русского мира“». Отмечалось также, что внеблоковость Украины не означает сворачивания многоаспектного сотрудничества с НАТО, в процессе которого украинская сторона будет исходить из «национального прагматизма».
21 апреля 2010 года президенты России и Украины подписали Харьковские соглашения по продлению срока аренды пунктов базирования Черноморского флота РФ в Крыму до 2042 года, с возможностью его продления ещё на 5 лет — до 2047 года. Государственная дума России и Верховная рада Украины успешно ратифицировали соглашение по Черноморскому флоту Российской Федерации. Ратификация соглашения на Украине проходила на фоне акций протеста, организованных оппозицией, как в зале Рады, так и в центре Киева.
При этом остались нерешёнными несколько ключевых вопросов, касающихся пребывания Черноморского флота на украинской территории. Прежде всего оставалась проблема модернизации вооружений и техники подразделений, дислоцированных в Крыму. Для Москвы это был один из ключевых вопросов, так как физическое и моральное устаревание техники угрожало потерей боеспособности флота в недалеком будущем. Украинские власти были готовы согласиться с появлением в Крыму современных кораблей ВМФ РФ, однако настаивали, чтобы в соглашении об обновлении военной техники был зафиксирован пункт обязательного согласования с Украиной замен кораблей и самолётов, что было категорически неприемлемо для российского руководства. Украинская сторона требовала от России предоставлять полный перечень вооружения новых кораблей, заключить контракты на их обслуживание с украинскими судоремонтными предприятиями. То же касалось наземной техники, береговых систем, авиации. Соглашение так и не было подписано.
Другим спорным вопросом стало намерение украинской стороны собирать таможенные пошлины со всех товаров, ввозимых для нужд российского флота. Российское руководство с этим были абсолютно не согласно; более того, российская сторона пыталась добиться отмены всех налогов, которые уже действовали в отношении грузов, ввозимых для обеспечения жизнеспособности российского флота. Нерешённой осталась и проблема маяков, находящихся в пользовании у Черноморского флота России. В 2011 году министерство обороны Украины потребовало у российской стороны вернуть маяки. При этом представитель МИД Украины Олег Волошин заявил: «Мы не хотим превращать вопрос маяков в конфликтную ситуацию», добавив, что поиски компромисса продолжатся на заседании украинско-российской рабочей группы.
В конце 2012 — начале 2013 гг. Россия предлагала Украине присоединиться к Таможенному союзу ЕврАзЭС и стать его полноправным членом, аргументируя это соображениями экономической выгоды и целесообразности — выгодами, которые Украина получит, в частности, от поставки российских энергоносителей по более низким ценам. При этом, однако, не учитывалась политическая составляющая — консенсус украинских элит о необходимости интеграции с Евросоюзом, а также обязательства украинских политиков (включая Виктора Януковича) перед ЕС. В итоге Украина отвергла все предложения России об интеграции, и дело свелось к чисто символическому участию Украины в ТС в качестве наблюдателя. 31 мая 2013 года Украина заключила меморандум о сотрудничестве с Таможенным союзом, который, по словам премьер-министра Украины Николая Азарова, давал Украине возможность участвовать в заседаниях органов Таможенного союза, а впоследствии и Евразийского экономического союза, не являясь их членом. При этом все парламентские партии Украины выступали против присоединения Украины к ТС, поддерживая европейскую интеграцию.
Когда приостановление правительством Николая Азарова подготовки к заключению Соглашения об ассоциации между Украиной и ЕС привело к массовым протестам в Киеве (см. ниже), российское руководство в противовес Западу поддержало позицию президента Януковича как морально, так и материально. В декабре 2013 года президент России Владимир Путин объявил о снижении для Украины цены на газ и предоставлении Украине помощи в размере 15 млрд долл. В рамках этой помощи Россией за счёт средств Фонда национального благосостояния были выкуплены евробонды на сумму 3 млрд долл., выпущенные Украиной.

### Украина — НАТО
В апреле 2010 года занявший пост президента Украины Виктор Янукович подписал указы, которыми ликвидировал межведомственную комиссию по вопросам подготовки Украины к вступлению в НАТО и национальный центр по вопросам евроатлантической интеграции, заявив при этом, что отношения Украины с НАТО будут сохранены на уровне, достигнутом при президенте Викторе Ющенко. Снятие с повестки дня вопроса о вступлении в НАТО было закреплено на уровне государственного закона «Об основах внутренней и внешней политики», принятого Верховной радой Украины 1 июля 2010 года. Новое внешнеполитическое позиционирование украинской власти в США и НАТО восприняли весьма скептически, как отражающее внешне- и внутриполитическую слабость современной Украины, стоящей перед необходимостью глубоких реформ, которые могут вызвать недовольство широких слоев населения. Госсекретарь США Хиллари Клинтон в ходе визита в Киев в июле 2010 года охарактеризовала новый внешнеполитический курс Украины как политику «стратегического балансирования». При этом США сочли отказ Украины от вступления в НАТО временным явлением и проявили готовность поддержать перемену позиции Украины, если таковая произойдёт. Намерения альянса продолжать прежнюю линию на вовлечение Украины получили закрепление в Стратегической концепции НАТО, принятой на саммите в Лиссабоне в ноябре 2010 года.
И уже на следующий год, 13 апреля 2011 года, Виктор Янукович подписал указ «О годовой национальной программе сотрудничества Украина — НАТО на 2011 год», в котором подчеркнул приверженность Украины, наряду с внеблоковостью, решениям, принятым Комиссией Украина — НАТО 4 апреля 2008 года в Бухаресте. В тексте самой национальной программы указывалось, что сотрудничество с НАТО будет происходить при соблюдении принципов, зафиксированных в Хартии Украина — НАТО от 1997 года с дополнениями 2009 года — однако в этих документах содержится формула Бухарестского саммита НАТО о том, что «Украина станет членом НАТО». Уже это должно было поставить под сомнение действенность провозглашённого Киевом внеблокового статуса.
22 февраля 2013 года Украина официально присоединилась к операции НАТО по противодействию пиратству «Океанский Щит», став единственным государством-партнёром альянса, которое принимает участие во всех его операциях

### Украина — Европейский союз
Виктор Янукович, вступивший на пост президента Украины в марте 2010 года, продолжил движение Украины в сторону евроинтеграции. Тогдашний секретарь Совета национальной безопасности и обороны Украины Андрей Клюев заверял, что «стремление к полномасштабному сближению с ЕС остаётся неизменным стратегическим приоритетом развития Украины и одним из ключевых вопросов национальной безопасности».
На саммите «Украина — ЕС» в ноябре 2010 года был подписан протокол к Соглашению о партнёрстве и сотрудничестве по основным принципам участия в программах Евросоюза, который предусматривал, что представители Украины смогут принимать участие в статусе наблюдателей в программах ЕС, а также входить в состав руководящих комитетов тех программ, которым Украина будет оказывать финансовую поддержку. В феврале 2011 года Украина стала полноправным членом Европейского энергетического сообщества, целью которого является создание единого рынка электроэнергии и газа стран ЕС и Юго-Восточной Европы.
В дальнейшем, однако, арест лидера украинской оппозиции Юлии Тимошенко в августе 2011 года и судебный приговор по делу против неё, оглашённый в октябре того же года, вызвали однозначно негативную реакцию как США, так и Евросоюза.
Текст нового документа был окончательно согласован ещё в ноябре 2011 года, но в связи с осложнившимися отношениями между Евросоюзом и Украиной его подписание несколько раз откладывалось, при этом Евросоюз выдвинул украинскому руководству ряд предварительных условий. Лишь 30 марта 2012 года главами делегаций Украины и Евросоюза было парафировано Соглашение об ассоциации, 19 июля 2012 года — Соглашение об углублённой и всесторонней зоне свободной торговли.
В июле 2012 года Украина и ЕС договорились о внесении дополнений в соглашение об упрощении визового режима. В марте-апреле 2013 года Верховная рада Украины и Европарламент ратифицировали эти договорённости.
Несмотря на критику ситуации на Украине, звучавшую со стороны Евросоюза в течение всего года, 10 декабря 2012 года Совет иностранных дел Евросоюза одобрил заключение относительно Украины, в котором выразил готовность подписать Соглашение об ассоциации между Украиной и ЕС на саммите «Восточного партнёрства» в Вильнюсе в ноябре 2013 года при условии, что Киев продемонстрирует решительные действия и ощутимый прогресс в реформировании избирательного законодательства, решении проблемы выборочного правосудия и продолжении реформ.
В это же время президент Янукович вёл переговоры с Россией, пытаясь найти приемлемую модель сотрудничества Украины с Таможенным союзом ЕврАзЭС. Однако председатель Еврокомиссии Жозе Мануэль Баррозу ясно дал понять, что Украина не сможет одновременно быть членом Таможенного союза и присоединиться к соглашению о свободной торговле с ЕС.
18 сентября 2013 года Кабинет министров Украины единогласно одобрил проект Соглашения об ассоциации с Европейским союзом. В октябре президент России Путин заявил, что в случае создания ассоциации с ЕС Украина не сможет присоединиться к Таможенному союзу.
11 ноября Федерация промышленников Украины отправила открытое письмо президенту страны с просьбой отложить подписание соглашения об ассоциации с Евросоюзом, поскольку после подписания этого договора продукция целого ряда промышленных предприятий Украины станет неконкурентоспособной.
18 ноября состоялось заседание Совета Евросоюза на уровне министров иностранных дел, на котором планировалось принять окончательное решение, подписывать ли Соглашение об ассоциации с Украиной на саммите в Вильнюсе 28-29 ноября. Совет не смог принять решения, поскольку Украина не выполнила предъявлявшиеся к ней требования, — при этом было указано, что двери для Украины остаются открытыми.

21 ноября 2013 года Кабинет министров Украины сообщил о приостановке подготовки к заключению Соглашения об ассоциации между Украиной и ЕС:
С целью принятия мер по обеспечению национальной безопасности Украины, более детального изучения и проработки комплекса мероприятий, которые необходимо осуществить для восстановления утраченных объёмов производства и направлений торгово-экономических отношений с Российской Федерацией и другими государствами — членами Содружества Независимых Государств, формирования надлежащего уровня внутреннего рынка, который обеспечивал бы паритетные отношения между Украиной и государствами-членами Европейского союза… приостановить процесс подготовки к заключению Соглашения об ассоциации между Украиной, с одной стороны, и Европейским союзом, Европейским сообществом по атомной энергии и их государствами-членами, с другой стороны, и действие решения Кабинета Министров Украины от 18 сентября 2013 г. «О подготовке к подписанию проекта Соглашения об ассоциации между Украиной, с одной стороны, и Европейским союзом и его государствами-членами, с другой стороны».
Вице-премьер Украины Юрий Бойко заявил, что переговоры об ассоциации будут приостановлены до тех пор, пока не разрешится вопрос о предоставлении со стороны Евросоюза компенсаций от потерь Украины, которые могут произойти от снижения торговли с РФ и другими странами СНГ в случае подписания Украиной этого соглашения. Иначе, по словам Бойко, экономика Украины очень серьёзно пострадает и это отразится на уровне жизни населения.
29 ноября, выступая на Вильнюсском саммите «Восточного партнёрства», президент Украины Виктор Янукович заявил, что Украина сохраняет приверженность идеям евроинтеграции и намерена в ближайшем будущем подписать соглашение об ассоциации с ЕС, но прежде этого ожидает от руководителей Евросоюза и связанных с ним организаций «решительных шагов навстречу Украине в вопросе разработки и реализации программы финансово-экономической помощи с использованием всех имеющихся механизмов и ресурсов как институтов, так и государств — членов ЕС». Среди таких шагов Виктор Янукович назвал организацию программ бюджетной помощи со стороны ЕС и МВФ, пересмотр торговых ограничений на импорт украинской продукции, участие ЕС в реконструкции украинской газотранспортной системы и отказ стран-членов ЕС от участия в проектах по строительству систем транспортировки газа в обход Украины, а также урегулирование проблем и противоречий с Россией и другими странами Таможенного союза. В завершение Янукович выразил надежду, что Украина сможет подписать соглашение об ассоциации с ЕС уже на следующем саммите «Восточного партнёрства».
Решение кабинета министров вызвало массовые протесты в Киеве и ряде регионов Украины, что привело к отставке правительства Николая Азарова, а впоследствии — к бегству и отстранению президента.

## Ноябрь 2013 — февраль 2014
Решение украинского правительства приостановить процесс подготовки к подписанию Соглашения об ассоциации с Евросоюзом вызвало волну негативных откликов со стороны еврочиновников, представителей руководства США, ПАСЕ, европейских государств.
Не менее негативно государствами Запада был воспринят разгон Евромайдана. От украинского руководства требовали «защитить мирных демонстрантов», провести расследование случаев избиения митингующих на Евромайдане.
12 декабря Европарламент принял специальную резолюцию, в которой осудил решение украинского руководства не подписывать Соглашение об ассоциации.
<…>
Позиция российского руководства в начале событий сводилась к тому, что решение украинского правительства было абсолютно легитимным, события в Киеве — это внутреннее дело Украины, и вмешательство извне является недопустимым. В отличие от стран Запада, все публичные контакты российских представителей ограничивались официальными властями Украины.
<…>
США с самого начала событий поддерживали оппозицию в продвижении её требований и оказывали давление на украинские власти. При этом имело место своего рода соперничество во влиянии на оппозицию между США и Евросоюзом. Так, в начале февраля 2014 года громкий международный скандал вызвало опубликование в СМИ перехваченного телефонного разговора между помощником госсекретаря по европейским делам Викторией Нуланд и послом США на Украине Джеффри Пайеттом, в котором Нуланд, не выбирая выражений, сообщила собеседнику, что именно она думает об усилиях ЕС по урегулированию политического кризиса на Украине и о лидерах украинской парламентской оппозиции. Председатель Европейского совета Херман ван Ромпей заявил в ответ, что американцам не следовало вмешиваться в ситуацию на Украине: «Чем больше посредников, тем проблема становится сложнее. Если посредник и может сделать хорошую работу там, то это Европейский союз», — заявил он.
Посол США Джеффри Пайет уже через несколько часов после разгона Евромайдана так отреагировал на своей странице в Twitter: «Пока работаю над тем, чтобы понять, что произошло, но, конечно, осуждаю применение силы против мирных демонстрантов». 11 декабря заместитель госсекретаря США Виктория Нуланд посетила лагерь демонстрантов на Майдане Незалежности в сопровождении Джеффри Пайетта и устроила раздачу продуктов демонстрантам. Накануне Нуланд встретилась с лидерами украинской оппозиции, оценив эту встречу как плодотворную. В тот же день Виктория Нуланд встретилась с Януковичем, заявив ему, что методы, использованные властями для разгона митингующих, неприемлемы. По окончании встречи Нуланд заявила, что у Украины есть шанс вернуться на путь евроинтеграции и что она хочет, чтобы Янукович двигался в этом направлении, а также возобновил переговоры с МВФ. Пресс-секретарь Госдепартамента США Джен Псаки тогда же впервые упомянула, что американская администрация рассматривает несколько вариантов воздействия на события, включая введение санкций против украинских властей. Через полтора месяца, в январе 2014 года, госдепартамент США аннулировал американские визы для граждан Украины, которых в США считают причастными к силовому разгону «Евромайдана» в ноябре и декабре 2013 года.
30 января 2014 года официальный представитель госдепартамента США Дженнифер Псаки заявила на брифинге, что, как считают США, несмотря на плохое самочувствие, президент Украины Виктор Янукович должен продолжить переговоры с оппозицией «для формирования конкретных шагов по мирному урегулированию». По словам Дженнифер Псаки, в предшествовавшие дни вице-президент США Джо Байден трижды беседовал по телефону с Виктором Януковичем: «Мы потребовали, чтобы власти Украины и оппозиция обеспечили, чтобы новое украинское правительство смогло способствовать политическому единству, оздоровлению экономики при поддержке МВФ и отвечало чаяниям народа на европейское будущее… Это три момента, которые вице-президент Байден отметил в беседах как важные при рассмотрении правительством (Украины) своих следующих шагов».
Как сообщила Дженнифер Псаки, накануне госсекретарь США Джон Керри провёл телеконференцию с лидерами украинской оппозиции, в ходе которой «госсекретарь подчеркнул безусловную поддержку демократическим стремлениям украинского народа по отношению к ассоциации с Европой и приветствовал заявления этих оппозиционных лидеров, направленные против насилия, их смелую работу по защите демократии, прогресс в области достижения целей мирного урегулирования», а также «выразил озабоченность сообщениями о нарушении прав человека». США требуют от правительства Украины создания юридической комиссии по расследованию этих преступлений и привлечения виновных к ответственности.
14 февраля Госдепартамент США выступил с заявлением, в котором призвал к формированию на Украине «многопартийного технического правительства с подлинным разделением полномочий и ответственности, которое может заслужить доверие украинского народа и восстановить политическую и экономическую стабильность». В документе приветствовалось объявление об освобождении всех лиц, задержанных в ходе протестов как «важный шаг к деэскалации напряжённости и созданию пространства для мирного, ненасильственного решения политического кризиса на Украине».
В целях дальнейшего укрепления доверия Госдепартамент призвал власти Украины «прекратить все расследования, аресты, задержания и судебное преследование в отношении демонстрантов и активистов гражданского общества, связанных с протестами Евромайдана».
21 февраля госсекретарь США Джон Керри выступил с угрозами в адрес украинского руководства в связи с массовым кровопролитием на улицах Киева, заявив, что «народ Украины и международное сообщество привлечёт к ответственности виновных в том, что произошло… Мы однозначно осуждаем применение силы против гражданских лиц со стороны сил безопасности и настоятельно призываем отозвать эти силы». При этом он также отметил, что протестующие должны реализовывать свои права мирным путём. Вице-президент США Джозеф Байден предупредил президента Украины Виктора Януковича, что США готовы наложить новые санкции на должностных лиц, ответственных за насилие против гражданских демонстрантов. Байден резко осудил насилие и призвал Януковича немедленно отвести все силовые структуры — милицию, снайперов, военные и военизированные части, а также «нерегулярные силы». Он также призвал к немедленным и ощутимым шагам к сотрудничеству с оппозицией.